# يواكيم يوهانسون
يواكيم يوهانسون (بالسويدية: Joachim Johansson)‏ هو لاعب كرة مضرب سويدي , احترف في عام 2000 , من أهم إنجازاته الوصول لنصف نهائي بطولة أمريكا المفتوحة في عام 2004.